# Mautodontha
Mautodontha é um género de gastrópode  da família Charopidae.
Este género contém as seguintes espécies:
- Mautodontha acuticosta
- Mautodontha boraborensis
- Mautodontha ceuthma
- Mautodontha consimilis
- Mautodontha consobrina
- Mautodontha maupiensis
- Mautodontha parvidens
- Mautodontha punctiperforata
- Mautodontha saintjohni
- Mautodontha subtilis
- Mautodontha unilamellata
- Mautodontha zebrina